# Les Sims 4 : Saisons
Les Sims 4 : Saisons (The Sims 4: Seasons) est le cinquième pack d'extension pour Les Sims 4. Il a été annoncé le 24 mai 2018 et est sorti le 22 juin 2018. Ce pack d'extension reprend des thèmes des extensions Les Sims 2 : Au fil des saisons et Les Sims 3 : Saisons. Cette extension permet d'ajuster la météo du jeu et inclut de nouvelles interactions en fonction du temps.

## Description
Dans ce nouvel opus, le joueur peut ajuster la météo. Ainsi, les Sims seront soumis à de nouvelles difficultés comme les chutes de neige ou les canicules. Chaque monde est influencé par les saisons. Par exemple en hiver, les Sims pourront faire du patin à glace et organiser un barbecue près de la piscine en été. Ce nouvel opus ajoute également la célébration des jours fériés et des traditions. Enfin, les Sims pourront choisir deux nouvelles carrières et devenir fleuriste ou botaniste,.
La machine à contrôler la météo a été créée dans Les Sims 4 par la même personne que dans Les Sims 2 et Les Sims 3.

## Nouveautés

### Créer un Sim
Deux nouvelles catégories de vêtements sont disponibles, les vêtements d'hiver et d'été. Les Sims disposent de plus de choix dans les tenues chaudes et les maillots de bains. De plus, les bambins ont désormais une catégorie de vêtements Maillot de bain.

### Mode Vie
Bien que ce nouvel opus n'offre pas de nouveaux mondes, il conditionne ceux déjà dans le jeu et attribue à chacun un climat. Les joueurs ont maintenant la possibilité de créer leurs propres jours fériés et de définir à quelles saisons ils se déroulent. De nouvelles recettes et de nouvelles plantes peuvent être utilisées si la saison s'y prête. Les Sims peuvent mourir de deux nouvelles façons : frappé par la foudre ou mourir de chaud. La température influe le comportement des Sims, ils peuvent se réchauffer à l'aide de la cheminée ou se rafraîchir à l'aide de la piscine. Utiliser le thermostat permettra de réchauffer la maison mais fera augmenter le montant de la facture. Enfin, les Sims pourront consulter les prévisions météorologiques sur la nouvelle chaîne télé.
Si le joueur possède l'extension Les Sims 4 : Chiens et Chats, les chiens et les chats se comportent différemment face à la pluie ou la neige. Avec l'extension Les Sims 4 : Être parents, ratisser les feuilles et dégager la neige permet d'augmenter la responsabilité. Avec Les Sims 4 : Jour de lessive, les vêtements étendus seront mouillés par la pluie.

### Mode Achat
Le mode Achat inclut désormais les parapluies, les balançoires, les piscines gonflables pour bambins et enfants, les ruches et les objets de fête.

### Saisons et météo
À la création d'une nouvelle partie, le joueur peut choisir la saison de départ. Il est ensuite possible de personnaliser la durée des saisons dans les paramètres. Mais l'ordre des saisons est inchangé : printemps, été, automne, hiver. Il est cependant possible de modifier cela avec la machine météo. Un cycle saisonnier dure par défaut sept jours. Les Sims ont désormais une saison préférée et se montre plus efficace à ce moment précis de l'année. En hiver, ils pourront créer un bonhomme de neige, dessiner des anges dans la neige ou faire de la patinoire. Au printemps,  les parents auront la possibilité d'envoyer leurs enfants dans un camp de scout. En été, ils auront la possibilité d'organiser des barbecues entre amis et en automne ils pourront récolter du miel ou jouer dans les feuilles.

### Jours fériés
Ce nouvel opus permet aux Sims de célébrer les jours fériés. Les Sims peuvent décorer leur maison en fonction des traditions. Ainsi, ils peuvent fêter la nouvelle année, la Saint-Valentin ou la fin de l'école. Les Sims reçoivent des cadeaux à Noël et peuvent désormais décorer un sapin de Noël.

### Carrières
Les Sims peuvent désormais choisir la carrière de jardinier pour devenir fleuriste, pour créer des compositions florales qu'ils livreront dans toute la ville, ou botaniste, pour analyser des plantes, rédiger des articles scientifiques et développer leur notoriété pour obtenir des subventions.